# 惠菴玄門
惠菴玄門（1886年—1985年，韓文：혜암현문 （页面存档备份，存于）），韓國禪師。
惠菴禪師於1900年出家，在1911年遇到性月禪師與滿空 （页面存档备份，存于）禪師，參究禪宗公案，並於1929年4月18日獲得鏡虛 （页面存档备份，存于）禪師法嗣滿空月面禪師傳法，傳法偈曰：「雲山無同別，亦無大家風，如是無文印，分付惠菴汝。」  1984年前往美國弘法，之後回到韓國於1985年在修德寺圓寂，世壽一百。
惠菴禪師的法嗣為牟峰印空禪師，在美國弘法多年，並創辦（页面存档备份，存于） 西禪寺（Western Son Academy）尋牛禪院。